# Mide
Mide (cyr. Миде) – wieś w Czarnogórze, w gminie Ulcinj. W 2011 roku liczyła 234 mieszkańców.